# 格爾格烏鄉

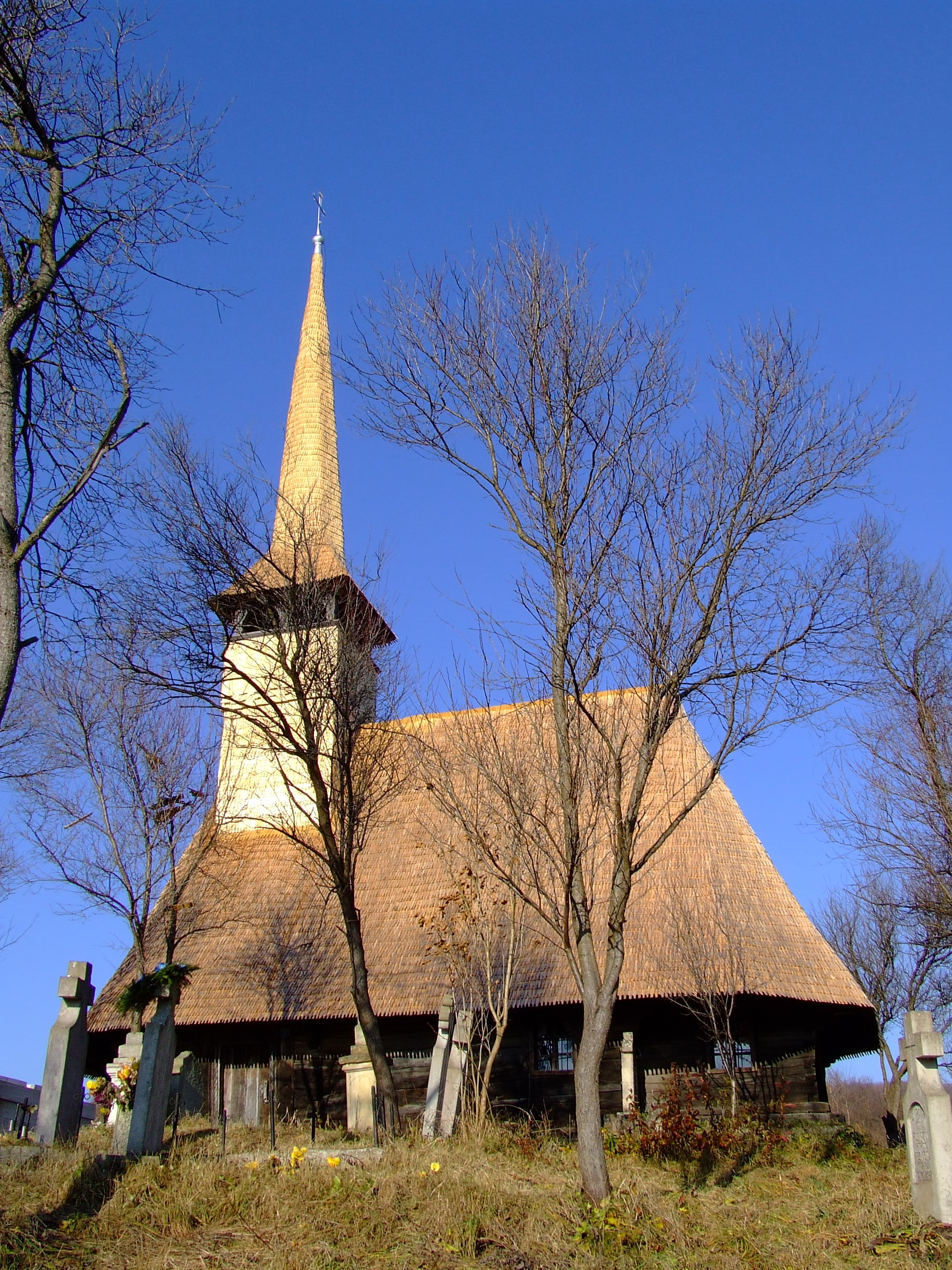

47°17′03″N 23°42′28″E / 47.2842°N 23.7078°E
格爾格烏鄉（羅馬尼亞語：Comuna Gâlgău, Sălaj），是羅馬尼亞的鄉份，位於該國西北部，由瑟拉日縣負責管轄，面積75平方公里，海拔高度212米，2007年人口2,567，人口密度每平方公里34人。